# ABC (오스트레일리아)
ABC(영어: Australian Broadcasting Corporation 오스트레일리안 브로드캐스팅 코퍼레이션[*])는 호주의 공영 방송국이다.

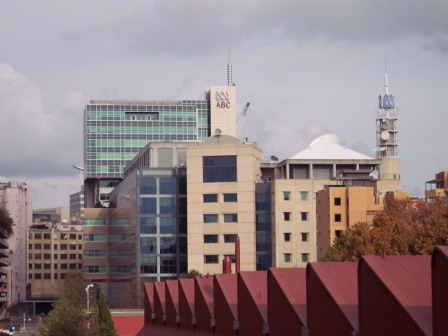
시드니에 있는 오스트레일리아 방송 협회의 본사.

## 일반 현황
본사는 시드니(Ultimo Centre, Sydney)에 있으나 멜버른에 제2스튜디오가 있어, 양 도시에서 전체 프로그램의 과반수 이상을 제작하고 있다. 자국내 주요 도시마다 방송 스튜디오가 있다.
'ABC 온라인'(아래 홈페이지 참조)과 'ABC Shop'(방송관련 종합상점, 주요도시 소재) 등을 운영하여 수익사업에도 적극적이다.

## 방송 역사와 현재
1927년에 영국방송협회를 모델로 하여 세워진 국영방송국으로서, 1983년까지 '호주방송위원회'(Australian Broadcasting Commission)이었으나 이후 지금의 '호주방송공사'로 공영(공기업)화했다.
현재 오스트레일리아 연방정부의 관리감독을 받고 있으며, 이들(특히 총리)의 추천 아래 총독이 직접 임명하는 이 방송국의 현재 사장은 Maurice Newman(2007년 - )이다. 대한민국의 한국방송공사와 같이, 보수-진보간에 정치적 중립성 논쟁이 끊임없이 제기되고 있으나, 수십 년동안 보수파에 호의적인 민영방송들에 비해 비교적 공정한 언론보도를 하고 있다(2003년 자국군의 이라크 파병 협조 이후에는 중도진보 성향을 보여, 보수파 지지자의 반발을 사고 있음).
1932년에 라디오 방송, 1956년에 텔레비전 방송, 1975년에 컬러TV 방송을 시작했으며, 2005년부터 ABC2(디지털 TV 방송)을 본격화(시작은 2001년부터)하였고 현재도 계속 방송 중이다.
또한, 6개 언어로 방송하는 국제방송 ABC 라디오 오스트레일리아(Australian Broadcasting Corporation Radio Australia)도 운영하고 있다.

## 텔레비전 방송 채널
- ABC 텔레비전 : 1956년 개국. 2008년부터 2014년까지 ABC1로 방송했다.
- ABC HD : 2008년~2010년, 2016년 재개국. ABC 텔레비전의 HD 방송
- ABC 코미디 : 2005년 개국. 2017년 12월 3일까지 ABC2로 방송했다.[1]
- ABC 키즈 : 2011년 채널로써 개국. 2015년까지 ABC4 Kids로 방송했다.[1]
- ABC Me : 2009년 개국. 2016년 9월 18일까지 ABC3으로 방송했다.
- ABC 뉴스 (오스트레일리아의 텔레비전 채널) : 2010년 7월 22일 개국. ABC 텔레비전의 HD 채널이었던 ABC HD의 자리에 개국했다. 2016년 12월 6일부터 ABC HD가 재개국하면서 SD로 격하됐다. 2010년부터 2017년 4월 9일까지 ABC 뉴스 24로 방송했다.
- ABC 오스트레일리아 : 1993년 2월 17일 개국한 국제 채널로 아시아, 태평양 제도를 대상으로 방송하고 있다. 개국 당시 오스트레일리아 텔레비전 인터내셔널(Australia Television International)이란 이름으로 방송하였다. 2002년 ABC 아시아 퍼시픽(ABC Asia Pacific), 2006년 오스트레일리아 네트워크(Australia Network), 2014년 오스트레일리아 플러스(Australia Plus)로 이름이 바뀌었으며, 2018년 현재의 이름이 되었다.

## 라디오 방송 채널

### AM·FM 방송
- ABC 로컬 라디오 : 1923년 개국. 지역 채널로 시드니의 702 ABC Sydney를 비롯한 각 지역 채널로 구성되어 있다.
- ABC 라디오 내셔널(ABC Radio National) : 1923년 개국. 뉴스 및 시사, 예술, 음악, 과학, 드라마 등 편성.
- 트리플 J(Triple J) : 1974년 개국. 대중 음악 편성.
- ABC 클래식 FM(ABC Classic FM) : 1976년 ABC 최초의 FM 방송으로 개국. 클래식 음악 편성.
- ABC 뉴스 라디오(ABC NewsRadio) : 1994년 개국. 뉴스 중심 편성.

### 단파 방송
- 라디오 오스트레일리아: 국제 단파 라디오 채널.

### 디지털 방송
- 트리플 J 언어스드(Triple J Unearthed): 비주류 음악 편성.
- 더블 J(Double J), ABC 재즈(ABC Jazz), ABC 컨트리(ABC Country): 2002년 11월에 개국한 음악 채널.
- ABC 그랜드스탠드(Grandstand): 스포츠 채널.
- ABC 클래식 2: 클래식 채널.

## 주요 프로그램

### 'ABC 텔레비전'

#### 시사 프로그램
- ABC News - 각 연방주의 주도에 마련된 별도 스튜디오에서 진행(예: 시드니-NSW주판)하며, 지역마다 다른 진행자와 기자들이 보도하나, 그 형태는 비슷하여 전국(및 국제)소식과 지역소식을 함께 전한다. 매일 19:00~19:30.
- 7.30 - 매주 월~금요일의 'News'가 끝나자마자(19:30~20:00) 방송되는 시사매거진.
- Four Corners
- Australian Story
- Foreign Correspondent
- Lateline
- Stateline
- Landline
- Insiders
- Media Watch

#### 코미디-오락 프로그램
2007년 이후로 점차 시청자들의 성원에 힘입어 독보적 지위를 얻고 있다.
- The Chaser's War on Everything - 2007년 5월 기준으로 시청률 1위(시청자수는 매회당 평균 150만 명).
- Spicks and Specks - 가족오락관형식의 가벼운 퀴즈프로그램.
- The Einstein Factor - 버라이어티 퀴즈 쇼 프로그램.
- Enough Rope - 자국에서 만드는 전형적인 토크쇼(명사초청 대담).

#### 드라마 시리즈
- 웨스트 윙 - 미국 NBC 제작.
- 닥터 후 - 영국 BBC 제작.
- 스푹스 - 영국 BBC 제작.

이 외에도 미국과 영국, 캐나다, 뉴질랜드 등 영어권 국가들의 프로그램들을 직수입하여 방송하고있다.

#### 스포츠 및 어린이
- 스포츠-방송시간은 매우 불규칙하나 대규모의 대회 또는 국가간 경기가 벌어질때마다 특집으로 생중계하고 있다.
- 어린이-등교전후인 06:00~10:00, 그리고 하교전후인 15:00~18:00에 다양한 프로그램을 방송중이다.

## 같이 보기
- 라디오 오스트레일리아